# Pachygnatha (superfamiglia)
Pachygnatha è una superfamiglia di molluschi nudibranchi.

## Famiglie
- Antiopellidae (Hoffmann, 1938)
- Madrellidae